# Nitrotoluen
Nitrotoluen eller mononitrotoluen är en grupp på tre organiska ämnen som är isomerer. Skillnaden är den relativa positione av metylgruppen CH3 och nitroföreningen NO2. Den kemiska föreningen är C6H4(CH3)(NO2).

 
2-Nitrotoluen (orto-nitrotoluen)

 
3-Nitrotoluen (meta-nitrotoluen)

 
4-Nitrotoluen (para-nitrotoluen)